# Apartaderos
Apartaderos es una pequeña aldea andina en el estado Mérida, Venezuela. Localizado en una altitud de 3505 metros, es la aldea más alta de Venezuela y el séptimo más alto de América rodeado por la vegetación del páramo. La aldea tiene instalaciones de turismo tales como restaurantes, tiendas de regalos y hoteles pequeños. También se encuentra en sus cercanías el Observatorio Astronómico Nacional de Llano del Hato, dirigido en conjunto por la Universidad de Los Andes y el Centro de Investigaciones de Astronomía (CIDA). 
Además del turismo, las actividades principales son agricultura, cultivo y artes de la flor. Puede ser alcanzada desde la ciudad de Mérida y desde Valera por la Carretera Trasandina (Troncal 7) alcanza su punto más alto en 4000 metros en el Collado del Cóndor (también conocido como Pico El Águila) muy cerca de la ciudad de Mérida.
Apartaderos está en la intersección de tres valles: el del río Chama que fluye hacia la ciudad de Mérida, el del río Santo Domingo que baja hacia los llanos de Barinas y el del río Motatán, que desciende hacia la ciudad de Valera. El paisaje alrededor de Apartaderos es imponente. Ha inspirado mitos como el de las Cinco Águilas Blancas y poesías como La loca Luz Caraballo.

## Clima
Clima alpino o de alta montaña muy frío, cuyas temperaturas promedio presentan pocos grados por encima de la congelación.

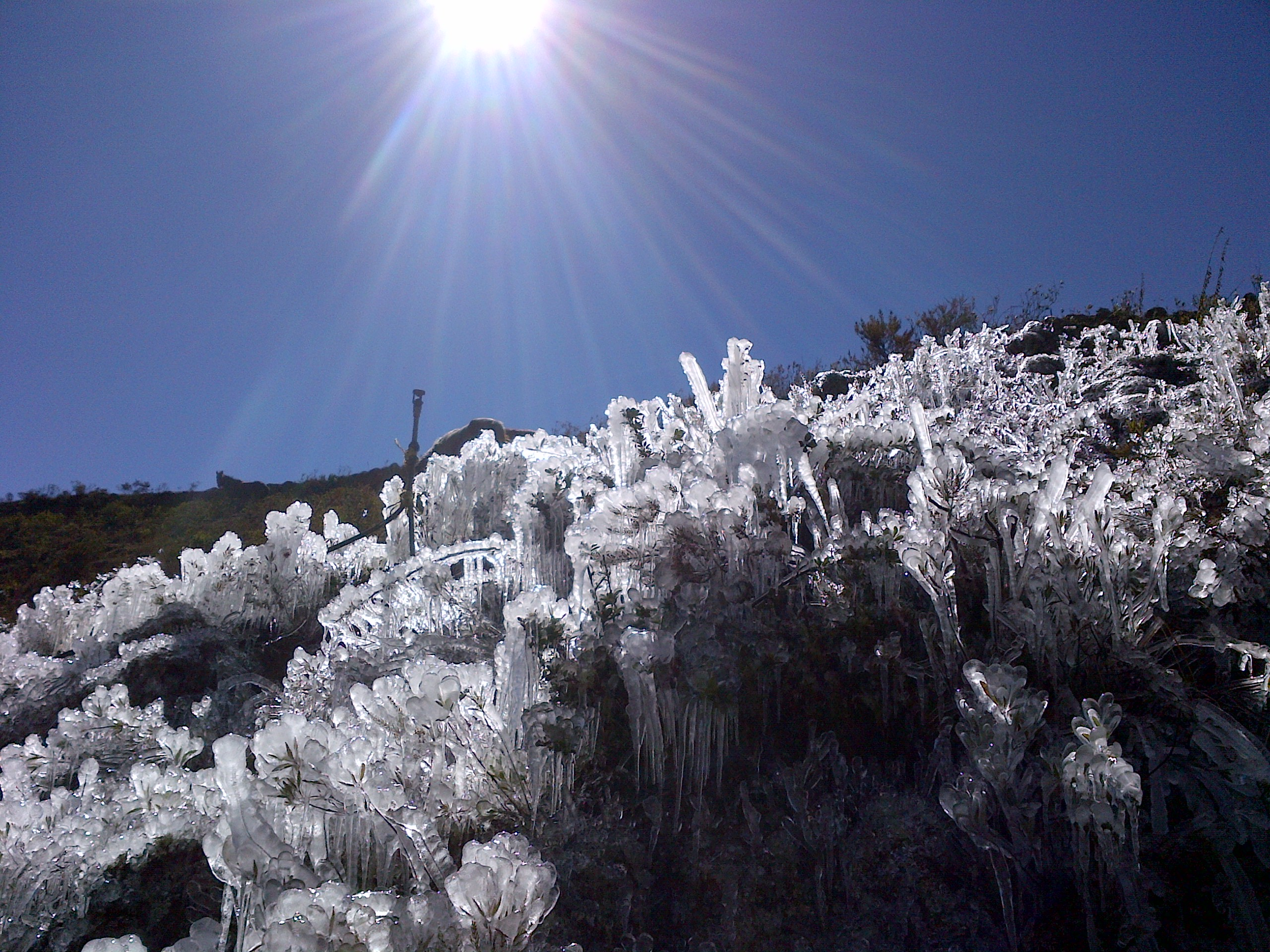
Helada en Apartaderos. Debido a su clima, estás suelen ser algo comunes durante horas nocturnas

| Parámetros climáticos promedio de Apartaderos | Parámetros climáticos promedio de Apartaderos | Parámetros climáticos promedio de Apartaderos | Parámetros climáticos promedio de Apartaderos | Parámetros climáticos promedio de Apartaderos | Parámetros climáticos promedio de Apartaderos | Parámetros climáticos promedio de Apartaderos | Parámetros climáticos promedio de Apartaderos | Parámetros climáticos promedio de Apartaderos | Parámetros climáticos promedio de Apartaderos | Parámetros climáticos promedio de Apartaderos | Parámetros climáticos promedio de Apartaderos | Parámetros climáticos promedio de Apartaderos | Parámetros climáticos promedio de Apartaderos |
| Mes                                           | Ene.                                          | Feb.                                          | Mar.                                          | Abr.                                          | May.                                          | Jun.                                          | Jul.                                          | Ago.                                          | Sep.                                          | Oct.                                          | Nov.                                          | Dic.                                          | Anual                                         |
| --------------------------------------------- | --------------------------------------------- | --------------------------------------------- | --------------------------------------------- | --------------------------------------------- | --------------------------------------------- | --------------------------------------------- | --------------------------------------------- | --------------------------------------------- | --------------------------------------------- | --------------------------------------------- | --------------------------------------------- | --------------------------------------------- | --------------------------------------------- |
| Temp. máx. abs. (°C)                          | 9                                             | 12                                            | 12                                            | 12                                            | 13                                            | 12                                            | 12                                            | 12                                            | 12                                            | 13                                            | 9                                             | 7                                             | 13                                            |
| Temp. máx. media (°C)                         | 7                                             | 10                                            | 8                                             | 10                                            | 9                                             | 8                                             | 8                                             | 6                                             | 7                                             | 10                                            | 7                                             | 5                                             | 7.9                                           |
| Temp. media (°C)                              | 2                                             | 6                                             | 5                                             | 6                                             | 7                                             | 6                                             | 5                                             | 5                                             | 5                                             | 7                                             | 3                                             | 2                                             | 4.9                                           |
| Temp. mín. media (°C)                         | -1                                            | 3                                             | 1                                             | 2                                             | 3                                             | 2                                             | 3                                             | 3                                             | 2                                             | 3                                             | 0                                             | -1                                            | 1.7                                           |
| Temp. mín. abs. (°C)                          | -4                                            | -1                                            | 0                                             | -2                                            | 1                                             | -1                                            | 0                                             | 1                                             | 0                                             | 1                                             | -3                                            | -5                                            | -5                                            |
| Horas de sol                                  | 199                                           | 204                                           | 210                                           | 194                                           | 215                                           | 202                                           | 210                                           | 210                                           | 210                                           | 208                                           | 201                                           | 188                                           | 2451                                          |
| Fuente: Weatherbase                           |                                               |                                               |                                               |                                               |                                               |                                               |                                               |                                               |                                               |                                               |                                               |                                               |                                               |